# Pynchon Notes
Pynchon Notes war eine von 1979 bis 2009 halbjährlich erscheinende Zeitschrift, die sich dem Werk des amerikanischen Schriftstellers Thomas Pynchon widmete.
Die Pynchon Notes wurden von John M. Krafft von der Miami University und von Khachig Tölölyan von der Wesleyan University begründet und herausgegeben, als dritter Herausgeber fungierte Bernard Duyfhuizen von der University of Wisconsin. Verlegt wurde die Zeitschrift vom Suffolk County Community College in Brentwood, New York.
Im ersten Teil der Pynchon Notes erschienen Beiträge, die sich mit dem Werk Thomas Pynchons beschäftigen, sowie Beiträge zur Literaturtheorie, Amerikanistik, Politik- und Geschichtswissenschaft, der Postmoderne und dem Postkolonialismus, in denen sich die Autoren mit Pynchons Werk auseinandersetzen. Der zweite Teil bot Rezensionen sowie eine Bibliografie zu neu erschienener Sekundärliteratur über Pynchon.